# Narcissus cuatrecasasii
Narcissus cuatrecasasii là một loài thực vật có hoa trong họ Amaryllidaceae. Loài này được Fern.Casas, M.Laínz & Ruíz Rejón mô tả khoa học đầu tiên năm 1973.